# 민여익
민여익(閔汝翼 1360년 6월 2일 ~ 1431년 5월 6일)은 고려 말기, 조선 초기의 문신이며 조선의 개국공신이다. 본관은 여흥(驪興)이고 자는 보지(輔之), 시호는 경정(景定) 혹은 양경(良敬)이다.
우왕 6년(1380) 문과에 급제, 후덕부승(厚德府丞)이 되고 성균관사예(成均館司藝)가 되었다. 이 때 수시중(守侍中)으로 인사권을 쥔 이성계 등에게 발탁되어 군부경력, 병조의랑(兵曹議郞) 등을 거쳐 우간의대부(右諫議大夫)를 역임하였다.
1392년 7월 조선의 개국에 적극 참여하여 공신에 책록되었고 전결(田結)과 노비를 받았다. 1393년 6월 내시 이만(李萬)과 세자빈 유씨(柳氏) 사건에 대해 간하다가 태조의 노여움을 사 순군(巡軍)에 하옥되어 정희계(鄭熙啓)·남은(南誾) 등의 국문을 받았다. 그리고 그 해 다시 중추원 우부승지를 거쳐 도승지를 역임하였다. 1396년에는 대사헌이 되고 이듬해 여흥군(驪興君)에 책봉되었다. 태조의 생질인 지중추원사 조견(趙狷)이 왜구를 토벌하는 데 실패한 것과 그 당시 대사헌으로서 조견(趙狷)을 탄핵하지 못한 한성윤(漢城尹)·신효창(申孝昌)을 탄핵하여 대사헌으로서의 기개를 보이기도 했다.
1408년 10월 명나라에 파견되는 사은사로 다녀왔다. 귀국 이후에는 의정부참지사, 충청도관찰사를 지내고 1412년 성절사(聖節使)로 다시 명나라에 다녀온 뒤 1413년 8월 도성(都城)을 수리할 때 경성수보도감(京城修補都監)의 제조(提調)가 되었다. 1415년 정월 관제를 개혁하고 난 뒤 세자좌우빈객(世子左右賓客)이 되었다. 다음해 5월에는 공조판서, 6월에는 의정부참찬(議政府參贊)을 지냈다. 1418년 5월 판한성부사를, 6월 예조판서를 역임했다. 세종대왕 즉위 후에는 1419년(세종 1년) 우군부판사(右軍府判事), 호조판서 등을 역임했다. 1420년 7월 원경왕후(元敬王后)가 승하하자 수릉관(守陵官)이 되었다. 이어 보국숭록여천부원군(輔國崇祿驪川府院君)에 봉해졌다. 1426년 대광보국여천부원군(大匡輔國驪川府院君)에 가봉(加封)되었다.
1431년 5월 6일 관아에 나왔다가 아침에 갑자기 병에 걸려 별안간에 죽었다. 이때 졸(卒)하니 나이가 72세다. 성품이 평이 온아하고, 몸가짐이 근신(謹愼)하였으며, 산업(産業)을 경영하지 않았다. 일찍이 유서로 자손에게 경계하기를,
“내가 죽거든 불교 의식을 행하지 말고, 제사 음식은 많이 할 필요가 없고, 정결하기에 힘쓸 것이며, 염(殮)은 홑옷을 사용하되, 습(襲)은 다섯 겹에 지나지 말고, 염(殮)은 열 겹에 지나지 말게 하라. 만약 내 말을 따르지 않으면 내 자손이 아니다.”
하였다. 조정에서 부음(訃音)을 듣자 사흘 동안 조회를 철폐하고, 사신을 보내어 조문(弔問)하고 부의(賻儀)를 내렸다. 시호(諡號)를 양경(良敬)이라 하였다.

## 가족 관계
- 증조부 : 민지(閔漬, 1248~1326)
  - 조부 : 민상정(閔祥正, 1281~1351)
  - 조모 : 전의이씨(全義李氏) 문의공(文義公) 이언충(李彦沖)의 女
    - 부 : 민현(閔玹, ?~?)
    - 모 : 파주염씨(坡州廉氏) 대호군(大護軍) 염세충(廉世忠)의 女
      - 본인 : 민여익(閔汝翼, 1360~1431)
      - 부인 : 정경부인(貞敬夫人) 현풍곽씨(玄風郭氏) 유수(留守) 곽윤명(郭允明)의 女
        - 장남 : 민휴(閔休, ?~1431)
        - 차남 : 민화(閔和, ?~?)
        - 사위 : 이성간(李成幹, ?~?) 전의인(全義人)

## 같이 보기
- 정도전
- 조준
- 남은